# 橄榄果渣油
橄榄果渣油是指从油橄榄果实压榨后的果渣中得到的油脂。当油橄榄果经机械压榨后，仍有5-8%的油脂留存在果渣中。此时，可采用溶剂等方法将剩余的油脂提取出来。

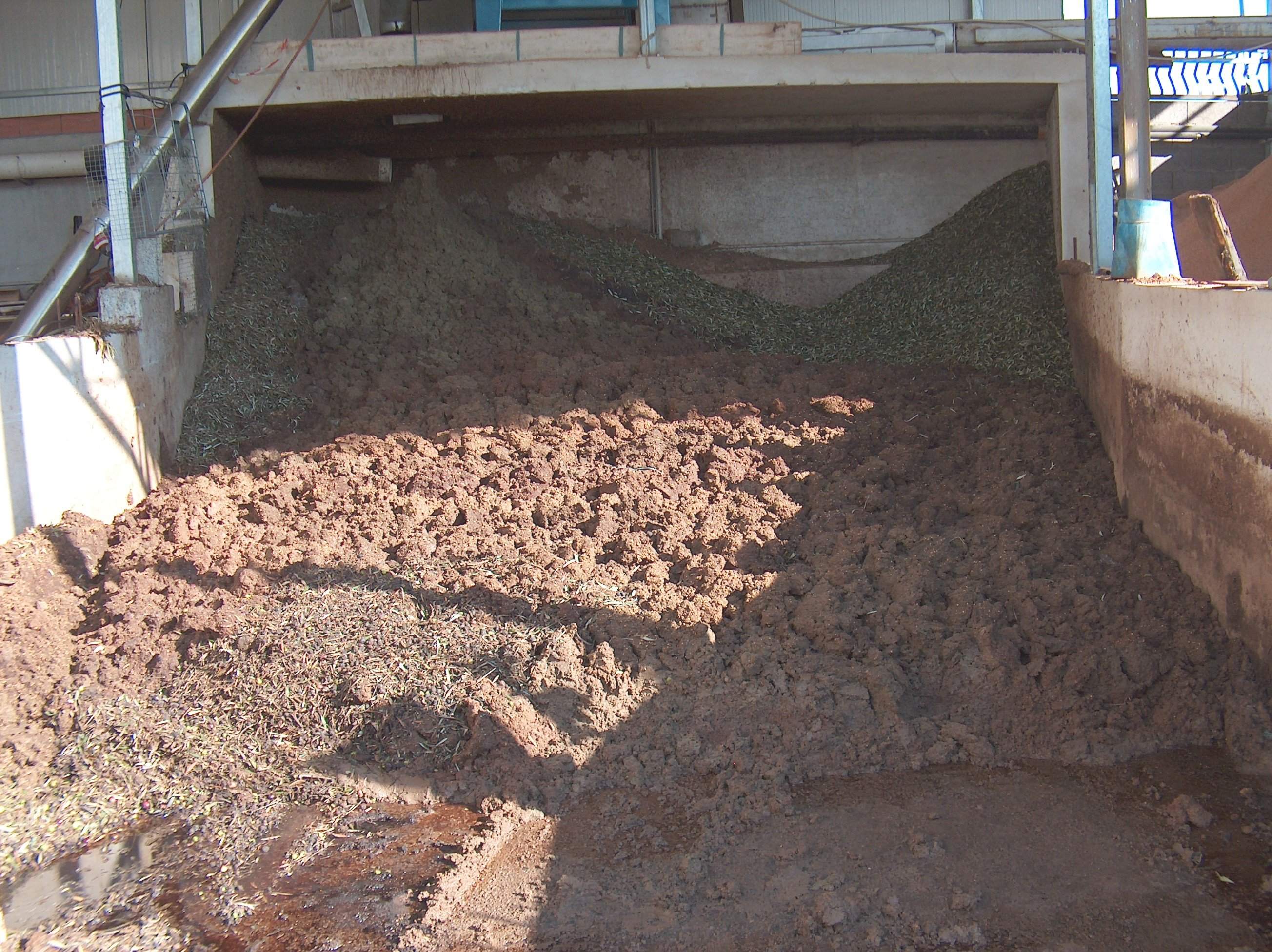
橄欖果渣

橄榄果渣油虽仍是油橄榄的油脂，但在销售时不能直接称为“橄榄油”。根据国际橄榄理事会的分类标准，由溶剂或其他再酯化加工方式生产出的油脂不能称作“橄榄油”，而只能称为“橄榄果渣油”。 同时，该分类标准将橄榄果渣油分为三类，分别为粗提橄榄果渣油（crude olive pomace oil）、精炼橄榄果渣油（refined olive pomace oil）以及由精炼橄榄果渣油和初榨橄榄油混合而成的橄榄果渣油（olive pomace oil）。